# 湊川ジャンクション
湊川ジャンクション（みなとがわジャンクション）は、兵庫県神戸市長田区の阪神高速道路3号神戸線と31号神戸山手線が交差するジャンクションである。

## 概要
- 湊川出入口を併設している。ただし、31号神戸山手線からの利用はできない。
- 現時点では、3号大阪方面と31号白川JCT方面の利用のみが可能なハーフジャンクションである。よって、3号月見山方面と31号白川JCT方面との利用をするには併設する湊川出入口や31号の神戸長田出入口を利用する必要がある。
- 新湊川と住宅地に挟まれた場所に立地する関係上、3号大阪方面から31号白川JCT方面へ向かうランプウェイは湊川出入口のオフランプの分岐後に一度南下してUターン型のカーブを経てから、北上する形式をとる。また、限られた範囲の中でジャンクションを建設する必要があったため、併設する湊川出入口が東行き入口を除いては長期間閉鎖されていた。
- 湊川ジャンクション - 神戸長田出入口間で危険物積載車両の通行が禁止されている。よって、危険物搭載車両はこのジャンクションから神戸山手線へ流入することができない[1]。

## 沿革
- 2010年12月18日 : 当JCT-神戸長田出入口間開通により、供用開始。

## 隣
阪神高速3号神戸線
(03-21)柳原出入口 - (03-22)湊川出入口（大阪方面） - 湊川JCT - (03-22)湊川出入口（月見山方面） - (03-23)若宮出入口
阪神高速31号神戸山手線
駒栄出入口（予定） - 湊川JCT - (31-02)神戸長田出入口（白川JCT方面） - (31-03)妙法寺出入口